# Jakob Wolfensberger
Jakob Wolfensberger (* 21. April 1933; † 2. November 2021) war ein Schweizer Bogenschütze.
Wolfensberger nahm an den Olympischen Spielen 1972 in München teil und beendete den Wettkampf im Bogenschiessen auf Rang 22. Sein Heimatverein waren die Bogenschützen Zürich 11, heute 'Bogenschützen Zürich'.
1972 half er dabei, einen Mannschafts-Weltrekord aufzustellen.